# Armée de libération du peuple azanien
L’Armée de libération du peuple azanien (en anglais : Azanian People's Liberation Army ; APLA), connue avant 1968 sous le nom de Poqo (que l'on peut traduire en xhosa par « pure », « seule » ou « noire seulement »), est la branche armée du Congrès panafricain (PAC) en Afrique du Sud. Bien que le PAC subsiste au-delà de la fin de l'apartheid, l'APLA est quant à elle active entre 1961 et 1994.

## Étymologie
Son nom est dérivé d’Azanie, l’ancien nom grec de l’Afrique australe. Azanie est le nom qui a été appliqué à diverses parties de l’Afrique tropicale du Sud-Est. Dans la période romaine, et peut-être plus tôt, le toponyme faisait référence à une partie de la côte africaine s’étendant du Kenya au sud de la Tanzanie.

## Histoire
Poqo fut fondée en 1961, à la suite du massacre de manifestants dirigés par le PAC devant le poste de police de Sharpeville l’année précédente. Potlako Leballo, président du PAC au moment de la formation de son aile militaire dans les années 1960, calqua le fonctionnement de l’APLA sur celui de l’Armée populaire de libération du peuple chinois, avec Templeton Ntantala comme adjoint.
Le 22 novembre 1962, des membres de Poqo prirent pour cible la ville de Paarl, dans la province du Cap (devenue le Cap-Occidental en 1994). Une foule de plus de 200 personnes armées de haches, de pangas et d’autres armes artisanales marcha depuis le canton de Mbekweni jusqu’à Paarl, et attaqua le poste de police, les maisons et les magasins. Deux résidents blancs, Frans Richard et Rencia Vermeulen, furent assassinés . Cette attaque fut suivie du meurtre d’une famille qui campait sur la rivière Bashee, dans le Transkei, le 4 février 1963. Norman et Elizabeth Grobbelaar, leurs deux adolescentes Edna et Dawn, ainsi que Derek Thompson, furent tués dans leurs caravanes.
Leballo avait planifié une révolte massive le 8 avril 1963, mais la police du Basutoland réussit à découvrir et perquisitionner le siège du PAC, saisissant la liste complète des membres de Poqo. Durant la répression gouvernementale qui s'ensuivit, près de 2 000 membres de Poqo furent envoyés en prison, ce qui anéantit presque l’organisation. De fait, Poqo cessa d’être un acteur important de la lutte anti-apartheid pendant le reste des années 1960.

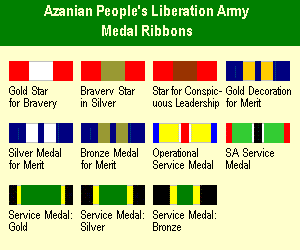
Décorations de l'APLA.

En 1968, Poqo fut rebaptisé « Armée de libération du peuple azanien » et tenta sans succès de créer des liens diplomatiques et politiques avec des États et mouvements étrangers. Il reçut un certain soutien de la Chine, qui tenta d'attirer le groupe vers le maoïsme. Les dirigeants du PAC, qui avaient été farouchement anticommunistes, acceptèrent néanmoins cette aide en tentant de la rationaliser, comme étant le fait de Chinois « non-blancs » dont le système de valeurs n’avait pas été « entaché par la pensée européenne », comme l'était le Parti communiste sud-africain. Le résultat fut la formation d’une petite faction maoïste au sein de l’APLA qui contrasta avec les forts courants anticommunistes au sein du PAC. Cependant, les liens de l’organisation avec la Chine furent de courte durée et les membres pro-chinois furent expulsés du groupe.
Après les émeutes de Soweto en 1976, le mouvement poursuit sa lutte en exil. Des combattants viennent s'entraîner avec eux un peu partout en Afrique et les actions violentes continuent en Afrique du Sud. Un conflit apparait entre deux factions de l'APLA et leurs chefs respectifs, Ntantala et Potlako Leballo. Les deux branches se séparent. La nomination de Vusumzi Make comme successeur de Leballo déclencha une mutinerie à Chunya, un camp de l’APLA en Tanzanie, le 11 mars 1980, au cours de laquelle plusieurs forces de l’APLA furent décimées et d'autres divisées dans différents camps. Beaucoup quittèrent le Kenya. Leballo lui-même se réinstalla au Zimbabwe à la fin de 1980, en compagnie de hauts gradés du renseignement et de la force aérienne de la faction maoïste. Les pressions exercées par la Tanzanie entrainèrent toutefois son extradition en mai-juin 1981, ainsi que la déportation ou l’emprisonnement des autres membres. Make fut remplacé par John Nyathi Pokela (libéré de Robben Island en 1980), mais son incompétence se traduisit par d’autres mutineries, exécutions et assassinats. Après la mort de Pokela, Leballo fit son retour grâce au soutien de la Libye, de la Corée du Nord et du Ghana. Après sa mort soudaine en janvier 1986, la faction réformiste restante, étouffée par les succès de l’ANC, tomba en désuétude, laissant derrière elle un vague héritage d’un front socialiste et national.

## Attaques contre les civils
Après 1986, l’APLA rejeta le concept de guérilla de la faction maoïste et adopta comme cri de ralliement le désastreux « One Settler, One Bullet » (« Un colon, une balle »). Au cours de la période 1990-1994, l’organisation se fit connaître pour ses attaques contre des civils, malgré les progrès des négociations de la Convention pour une Afrique du Sud démocratique. En 1993, le commandant en chef de l’APLA, Sabelo Phama, déclara même qu’il « dirigerait ses armes vers les enfants – pour blesser les Blancs là où cela fait le plus mal ». Phama proclama 1993 l'« Année de la grande tempête » et se rendit responsable des attaques suivantes contre des civils :
- King William’s Town Golf Club le 28 novembre 1992, tuant quatre personnes.
- Highgate Hotel à East London le 1er mai 1993, tuant cinq personnes.
- Massacre de l'église Saint James à Kenilworth (Le Cap), le 25 juillet 1993, faisant 11 morts lors d’un service religieux[5],[6].
- Heidelberg Tavern le 31 décembre 1993, tuant quatre personnes.
- Mdantsane, le 11 mars 1994, tuant trois Iraniens parce qu’ils étaient blancs. L’APLA revendiqua la responsabilité de l'attaque, déclarant que : « Ces hommes ont été abattus pour montrer qu’il n’y a aucun rôle dans la nouvelle Afrique du Sud pour aucun de la race qui a inventé l’apartheid ou supprimé les masses noires. »[7].

Après ces attaques et meurtres, l’APLA fut classée comme organisation terroriste par le gouvernement sud-africain et les États-Unis, et interdite. L’APLA fut dissoute et intégrée dans les Forces de défense nationale sud-africaine (SANDF) en juin 1994.

## 1994 et après
Le PAC décida de participer aux premières élections générales multiraciales de 1994 et le chef du PAC, Clarence Makwetu, ordonna à l’APLA de mettre fin à sa lutte armée. 
Les membres de la faction maoïste de l'APLA refusèrent d'être intégrés dans la nouvelle force de défense nationale sud-africaine et tentèrent sans succès de se regrouper au Vietnam, à la Corée du Nord et à la Chine. Des brochures de propagande sont distribuées occasionnellement en Afrique du Sud et portent sur la disparité des richesses et la question de la restitution des terres.